# CargoLogic Germany
Die CargoLogic Germany GmbH war eine deutsche Frachtfluggesellschaft mit Sitz in Schkeuditz. Aufgrund ihrer russischen Eignerschaft als Teil der Volga-Dnepr-Gruppe  musste sie den Flugbetrieb zum 28. Februar 2022 einstellen und Insolvenz anmelden. Zum 29. Juli 2022 wurden alle verbliebenen Mitarbeiter gekündigt und die Liquidation der Firma eingeleitet.

## Geschichte
CargoLogic Germany ging aus der 2013 gegründeten Value Cargo Logistics mit Sitz in Schkeuditz hervor. Ende August 2018 änderte das Unternehmen seinen Namen in CargoLogic Germany, bevor es am 19. Dezember desselben Jahres Ulrich Ogiermann zum alleinigen Geschäftsführer bestellte. Die Namenswahl fand in Anlehnung an die britische Schwestergesellschaft CargoLogicAir statt, die wie CargoLogic Germany zur Volga-Dnepr-Gruppe gehört. Ogiermann betonte im September 2018, dass sich die – im Gegensatz zur britischen Schwester nicht vom Brexit betroffene – deutsche Gesellschaft zukünftig mit Maschinen des Typs Boeing 737-400SF auf den Transport von Waren im Online-Versandhandel fokussieren wolle; trotz der Zugehörigkeit zur Volga-Dnepr-Gruppe agiere man als eigenständiges Unternehmen.
Gegen den Antrag auf Erteilung eines Luftverkehrsbetreiberzeugnisses der CargoLogic Germany beim Luftfahrt-Bundesamt wurden in der Branche kritische Stimmen laut: Michael Engel warnte als Hauptgeschäftsführer des Bundesverbandes der Deutschen Fluggesellschaften davor, dass man angesichts der Disparitäten auf russischer Seite bei der Gewährung von Verkehrsrechten für ausländische Gesellschaften mit der Erteilung eines Luftverkehrsbetreiberzeugnisses „zum Steigbügelhalter russischer Expansionspläne im europäischen Luftverkehr“ werde. Die Kritik wurde von mehreren Fluggesellschaften geteilt – unter anderem von der Lufthansa, die mit ihren Tochtergesellschaften Lufthansa Cargo und AeroLogic selbst im direkten Wettbewerb zur CargoLogic Germany steht. Weiter merkte Engel an, dass CargoLogic Germany künftig einen Vertreter zu den bundesdeutschen Verkehrsrechteverhandlungen entsenden und so zugunsten der russischen Muttergesellschaft sowie anderer russischer Fluggesellschaften agieren könne. Ogiermann betonte im Rahmen der Kritik abermals, dass es sich bei CargoLogic Germany um ein wirtschaftlich und finanziell unabhängiges Unternehmen handle. Überhaupt erst möglich geworden war die Gründung der CargoLogic Germany, die sich nach EU-Recht mehrheitlich im Besitz europäischer Staatsbürger befinden muss, da der Volga-Dnepr-Eigner und Oligarch Alexey Isaikin den zypriotischen Pass und damit auch die Unionsbürgerschaft im Rahmen eines Investitionsprogramms in Zypern erhalten hatte.
In der Folgezeit kam es wiederholt zu Terminverschiebungen hinsichtlich der angekündigten Erteilung des Luftverkehrsbetreiberzeugnisses durch das Luftfahrt-Bundesamt, das nicht zuletzt auch die Eigentumsverhältnisse prüfte; ein von Verkehrsminister Andreas Scheuer angekündigter Termin Ende August konnte ebenso wenig gehalten werden. Die zwei bereits nach Deutschland überführten, in den Vereinigten Staaten zu Frachtmaschinen umgebauten Boeing 737-400 führten zwischenzeitlich Testflüge mit Besatzungsmitgliedern der CargoLogic Germany durch.
Am 13. September 2019 erteilte das Luftfahrt-Bundesamt CargoLogic Germany nach einer Ankündigung durch die Sächsische Staatskanzlei sodann das Luftverkehrsbetreiberzeugnis. Infolgedessen kündigte Ogiermann – der seinen Einsatz von vornherein auf die Erteilung der Betriebsgenehmigung beschränkt sah – an, das Unternehmen aus familiären Gründen zu verlassen. Die Position des Geschäftsführers übernahm Johannes Jähn, der wenig zuvor frühzeitig aus der Geschäftsführung des Leipziger Flughafens ausgeschieden war.
Das Unternehmen führte am 2. Oktober 2019 den ersten Flug nach Erhalt des Luftverkehrsbetreiberzeugnisses durch und nahm am 7. desselben Monats den operativen Betrieb auf. Bei diesem Anlass teilte Jähn mit, die derzeit 40 Mitarbeiter zählende CargoLogic Germany rechne mit einer Verdoppelung der Anzahl der eingesetzten Flugzeuge innerhalb eines Jahres. Mitte 2020 verkündete die Gesellschaft, dass man bis Ende des Jahres vier Flugzeuge übernehmen werde.
Am 11. Mai 2022 musste das Unternehmen Insolvenz anmelden, nachdem es durch die westlichen Sanktionen gegen Russland und russische Firmen (CargoLogic Germany gehört zur Volga Dnepr Group mit Sitz in Moskau) im März den Flugbetrieb einstellen musste. Aktuell versucht man einen neuen, nicht russischen, Investor zu finden.

## Flugziele und Auftraggeber
CargoLogic Germany betätigte sich vom Flughafen Leipzig/Halle ausgehend im europaweiten Frachtflug mit Hauptaugenmerk auf dem Online-Versandhandel und dem Transport von Expressfracht.
Hauptkunden der CLG waren z. B. DHL, ASL und Amazon, weiterhin wurden gelegentlich Flüge für die italienische und britische Post durchgeführt.

## Flotte

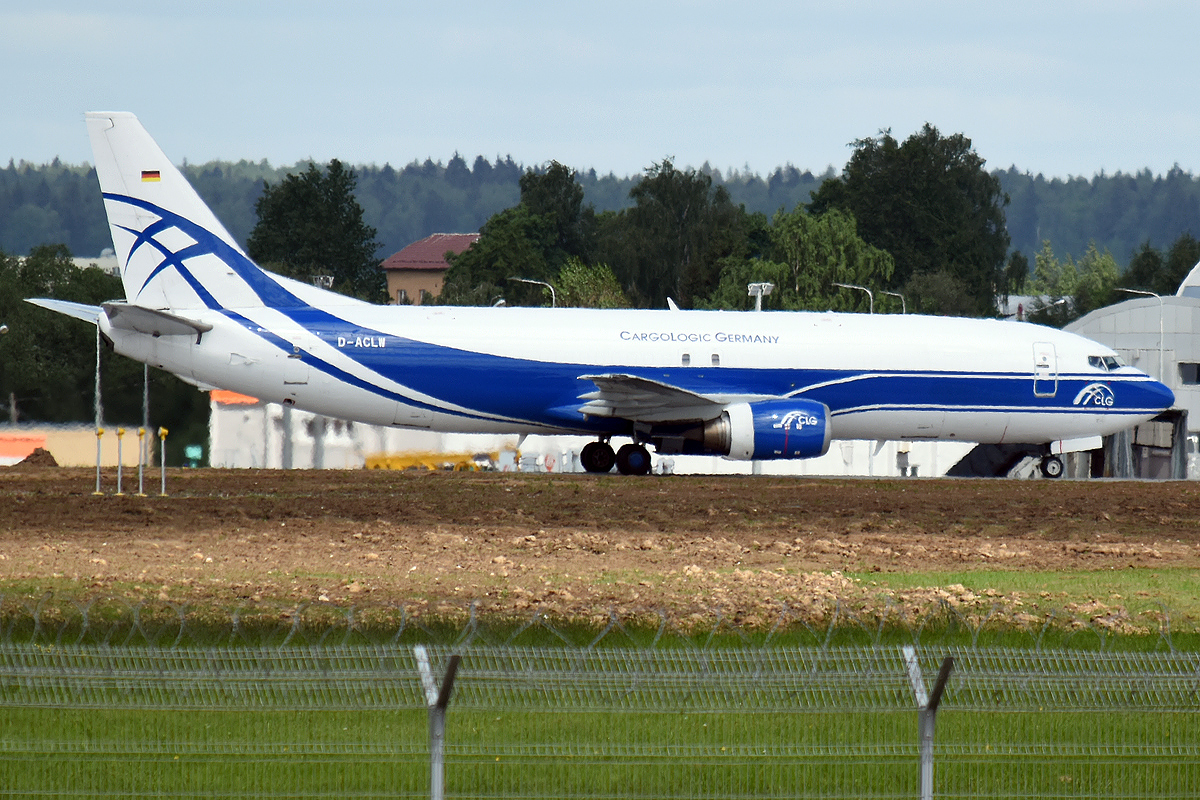
Boeing 737-400SF der CargoLogic Germany (D-ACLW) im September 2021

Mit Stand Juli 2021 bestand die Flotte der CargoLogic Germany aus vier geleasten Flugzeugen des Typs Boeing 737-400SF (Special Freighter) mit einem Durchschnittsalter von 24 Jahren, die davor bereits bei diversen Passagierfluggesellschaften im Einsatz waren. Die Flugzeuge wurden am Heimatflughafen von AMTES gewartet.
| Flugzeugtyp      | Anzahl | Luftfahrzeugkennzeichen | Frachtkapazität (in t) | Anmerkung                                              |
| ---------------- | ------ | ----------------------- | ---------------------- | ------------------------------------------------------ |
| Boeing 737-400SF | 4      | D-ACLG                  | 20                     | durch Vx Capital Partners umgebaute Passagiermaschinen |
| Boeing 737-400SF | 4      | D-ACLO                  | 20                     | durch Vx Capital Partners umgebaute Passagiermaschinen |
| Boeing 737-400SF | 4      | D-ACLW                  | 20                     | durch Vx Capital Partners umgebaute Passagiermaschinen |
| Boeing 737-400SF | 4      | D-ACLX                  | 20                     | durch Vx Capital Partners umgebaute Passagiermaschinen |
| Gesamt           | 4      |                         |                        |                                                        |